# Erkki Kataja
Erkki Olavi Kataja  (né le 19 juin 1924 à Kuusankoski et mort le 27 avril 1969 à Kuusankoski également) est un athlète finlandais spécialiste du saut à la perche. Licencié au Kotkan Poliisi-Urheilijat, il mesurait 1,77 m pour 68 kg.

## Carrière

### Palmarès
| Date | Compétition           | Lieu    | Résultat | Performance |
| ---- | --------------------- | ------- | -------- | ----------- |
| 1948 | Jeux olympiques d'été | Londres | 2e       | 4,20 m      |

### Records
| Épreuve          | Performance | Lieu | Date |
| ---------------- | ----------- | ---- | ---- |
| Saut à la perche | 4,27 m      |      | 1950 |